# Betsede
Betsede – miejscowość (tätort) w Szwecji, w regionie administracyjnym (län) Sztokholm, w gminie Värmdö.
Według danych Szwedzkiego Urzędu Statystycznego liczba ludności wyniosła: 278 (31 grudnia 2015), 317 (31 grudnia 2018) i 327 (31 grudnia 2019).